# معيان باروخ
معيان باروخ ((بالعبرية: מַעְיַן בָּרוּךְ)، حرفياً العين المباركة) هو كيبوتس في شمالي إسرائيل أُنشئ على أراضي السنبرية المُهجرة. يقع بالقرب من تقاطع الحدود الإسرائيلية والسورية واللبنانية، ويندرج ضمن اختصاص مجلس الجليل الأعلى الإقليمي. في عام 2006 كان عدد سكانه 277.

## المعالم
يقع في الكيبوتس متحف إنسان عصور ما قبل التاريخ وهو المتحف الذي يحمل مجموعة من تحف عصور ما قبل التاريخ التي وجدت في سهل الحولة. وتضم مجموعة المتحف هيكل عظمي لامرأة عصور ما قبل التاريخ، عمرها ما يقرب من 50 عاماً، ودفنت مع كلبها.